# ゲラシモフ・ドクトリン

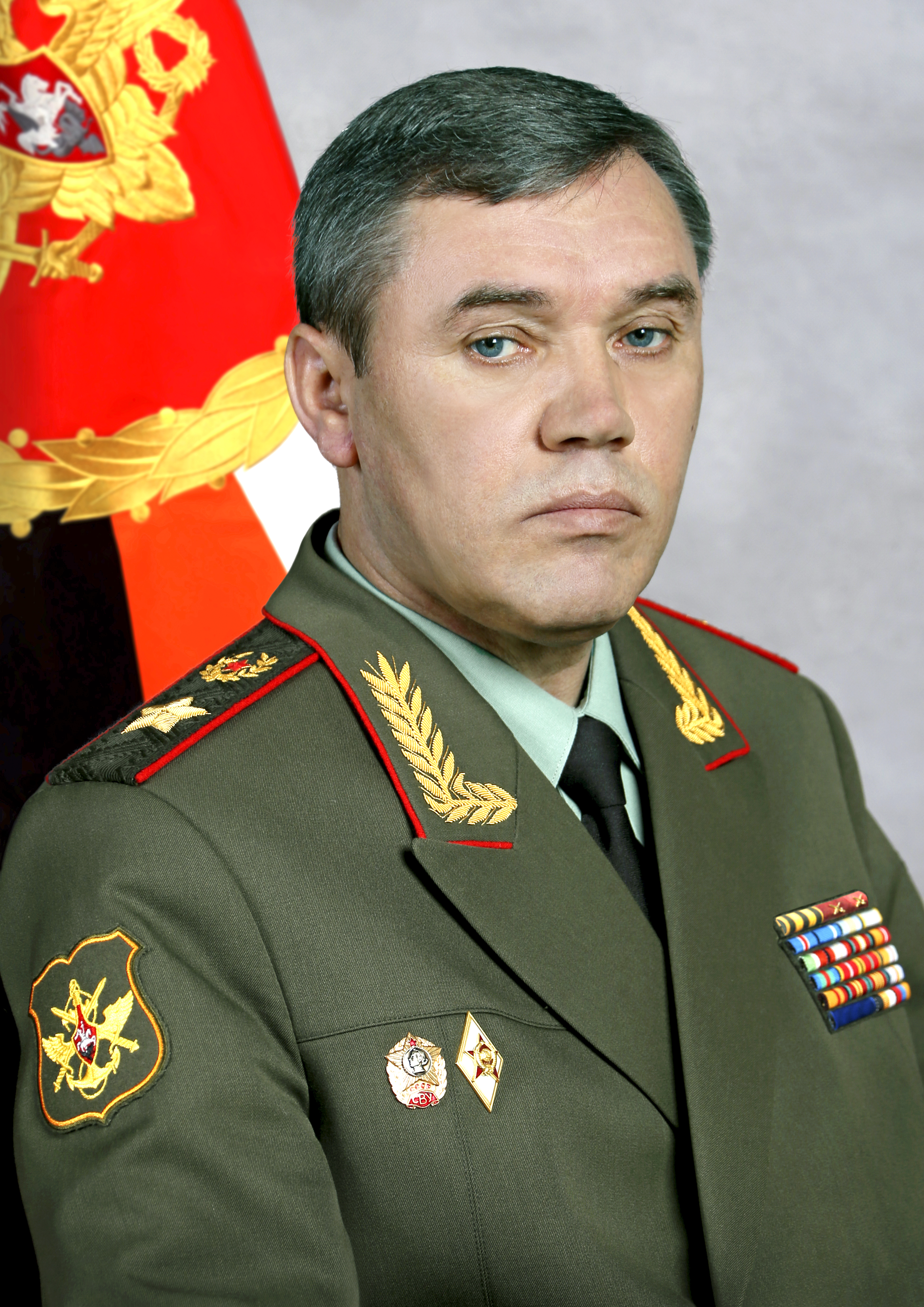
ロシア連邦軍参謀総長ヴァレリー・ゲラシモフ

ゲラシモフ・ドクトリンは、ロシア連邦軍参謀総長ヴァレリー・ゲラシモフにちなんで名付けられた外交政策ドクトリンである。
現代の国家間紛争の概念を再定義し、軍事行動を政治、経済、情報、人道などの非軍事活動と同等に位置づけるものである。このドクトリンは、2013年2月に出版され、その後のロシアのウクライナに関する行動が、このドクトリンに完全に沿ったものであったことから広く知られるようになった。
多くの研究者によれば、ゲラシモフ・ドクトリンの主要な要素は、ロシアの非従来型戦争理論「新世代戦争」の概念の中核をなしている。この理論では、物資、兵站、軍の強さといった伝統的な軍事的関心よりも、心理的・人間中心的側面を優先し、情報戦や心理戦など非軍事的手段による段階的アプローチを強調する。しかし、このようなハイブリッド戦争はロシアの軍事理論とは相容れないとする意見もある。

## 歴史
ゲラシモフ・ドクトリンという語は、2013年2月にゲラシモフが軍事科学アカデミーでハイブリッド戦争に関する発表を行い、その主要テーマが、新聞『軍産クーリエ』において論文「科学の価値とは先見性にある（ロシア語: Ценность науки в предвидении）」として掲載されたことに始まる。この論文は、アメリカ陸軍諸職種協同センターが出版する軍事専門誌『ミリタリーレビュー』に転載され、その後欧米の報道機関で何度も引用されることとなった。
サイバー攻撃や情報戦による現地住民の認識操作や、特殊作戦部隊・民間軍事会社・民兵による低強度紛争、既成事実化のための（戦闘を伴わない）軍事力の展開など、ゲラシモフ演説は2014年2月以降にウクライナで生じた事態と多くの共通性を有しており、それゆえに、ゲラシモフ演説はロシアの新しい軍事活動を方向づけるものと見做され、「ゲラシモフ・ドクトリン」なる通称で人口に膾炙することとなった。

## ドクトリン
このドクトリンでは、軍事行動と非軍事行動の比率を1対4と定めている。

### 軍事行動
- 戦略的抑止のための軍事的手段
- 戦略的な配備
- 軍事作戦の実施
- 平和維持活動

### 非軍事的行動
- 連合・同盟の形成
- 政治的・外交的圧力
- 経済制裁
- 経済封鎖
- 国交断絶
- 政治的反対勢力の形成
- 反対勢力による行動
- 相手国の経済の戦時体制への転換
- 紛争解決方法の模索
- 相手国の政治指導者の交代
- 政治指導者の交代後の関係における緊張緩和のための一連の措置の実施

また、ドクトリンでは「情報対決」を想定しているが、この活動が軍事的なものか非軍事的なものかは特定されていない。

### 専門家によるドクトリンへの評価
ゲラシモフのドクトリンは、「カラー革命」のドクトリン、特に「アラブの春」の出来事に対応したものである。一部の専門家によれば、その主要な要素はロシアの過去の軍事ドクトリンの歴史的ルーツに基づいている一方、1999年に発表された中国の「超限戦」ドクトリンの条項と著しい類似性を示している。このドクトリンは、現代ロシアの軍事用語で「非線形」と呼ばれる、よく知られた非従来型戦争の概念を21世紀の現実の中で再解釈したものと見ることができると考えられている。この枠組みの中での「非線形戦争」の主な目標は、明示的および暗黙的な外交、経済的圧力、地元住民の共感獲得などといった非軍事的な方法を幅広く利用することにより、必要な戦略的・地政学的結果を達成することである。
米軍によれば、このドクトリンは、戦略的優位を得るために国家の影響力すべてを前例のない形で統合し実行する新しい種類の戦争において、ロシア軍事思想の最新の成果を完全に体現したものだという。アメリカのアナリストは、この新しいドクトリンの利用によって、カール・フォン・クラウゼヴィッツの著作で定められ、何世紀にもわたって不変とされてきた武力対立の基本的パラダイムのいくつかを驚くほど覆していることを指摘している。例えば、クラウゼヴィッツは戦争を「政治的手段とは異なる手段による政治の継続」と記述したが、これはゲラシモフ・ドクトリンにおいてはもはや当てはまらない。というのも、戦争を政治の継続としてではなく、政治を戦争の継続として考えており、政治の有効な遂行のために、より幅広い非軍事的手段が必要な場合があると強調しているからである。同様に、このドクトリンは、クラウゼヴィッツの軍事理論的「重心」に対する理解など、他のいくつかの重要な教義の再考を迫っている。
欧米の専門家が特に懸念したのは、徹底的な状況分析、長い公開討論、異なる部門（国務省、国防省など）間の大規模な調整を伴う抑制と均衡のシステムに基づく欧米の経営意思決定原則の構造的弱点を突くことに、このドクトリンが焦点を当てていると見られることであった。対して、ゲラシモフの考えに基づくロシアの統治モデルは、すべての権威ある機関を継ぎ目なく結合し、それらの間の調整を全く妨げないようにするものである。さらにその機能は、不可解な秘密のベールによって外部の観察者から隠され、ロシア当局は合法性や正当性などの慣習に特に気を取られることなく、厳格に、柔軟に、迅速に行動することが可能である。

## ドクトリンの適用
ゲラシモフ・ドクトリンが発表されて以降のロシアの行動から、多くの専門家が、ロシアがウクライナやアメリカに対してこのドクトリンを適用したと指弾する傾向にある。

## 批判
専門家の中には、ゲラシモフは何も新しいことを提示しておらず、そのような教義の存在を疑っている者もいる。例えば、旧ソ連軍の専門家であるロジャー・マクダーモットは、軍事専門誌Parametersにおいて、ゲラシモフは様々な戦争や武力紛争を概念的に統合する要因を意図的に無視しており、それぞれが独自の歴史と独自の発展経路を持っていることを強調していると指摘した。マクダーモットによれば、このロシアの最新かつ致命的なハイブリッド戦争ドクトリンの神話は、ロシアとNATOの対立の最も危険な側面の一つとなっている。
政治学者のマーク・ガレオッティは、フォーリン・ポリシー誌の記事で、西側で「現代戦争の拡張理論」あるいは「全面戦争のビジョン」として理解されている有名な「ゲラシモフ・ドクトリン」は現実には存在せず、彼自身がこの言葉の発明者だと述べ、不適切な命名であったことを謝罪する記事を執筆している。また、ガレオッティは別記事で、「これは『新しい戦争のやり方』ではない。ゲラシモフのものでもなければ、ドクトリンでもない」とも述べている。
軍事評論家の小泉悠は、軍事科学アカデミーでのゲラシモフの演説は、ソ連崩壊後のロシア軍内外で続いてきた非軍事的闘争論を要約したものであると述べている。